# Onthophagus planifrons
Onthophagus planifrons är en skalbaggsart som beskrevs av Frey 1962. Onthophagus planifrons ingår i släktet Onthophagus och familjen bladhorningar. Inga underarter finns listade i Catalogue of Life.